# MyLife Lebensversicherung
Die myLife Lebensversicherung AG ist ein deutscher Anbieter von Versicherungsprodukten im Bereich Lebensversicherung und Altersvorsorge. Der Fokus liegt dabei auf sogenannten Nettopolicen, bei denen Provisionen bzw. vertriebliche Abschlusskosten nicht in der Versicherungsprämie enthalten sind, sondern über separate Honorarvereinbarungen zwischen den Kunden und ihren Beratern abgebildet werden.

## Geschichte
Die myLife Lebensversicherung AG wurde 2007 unter dem Namen Fortis Deutschland Lebensversicherung AG als Tochtergesellschaft der niederländisch-belgischen Fortis-Gruppe im Handelsregister neu eingetragen. Die Fortis-Gruppe hatte vorher das Versicherungsgeschäft der Göttinger Gruppe übernommen. Durch die Finanz- und Wirtschaftskrise ab 2007 geriet das Bankengeschäft der Fortis in Schwierigkeiten. Fortis wurde daher im Jahr 2008 aufgespalten und teilweise verstaatlicht.  Das von der Schieflage nicht betroffene Versicherungsgeschäft wurde vom Bankengeschäft getrennt. Im Zuge dessen wurde die Firma der Gesellschaft im März 2011 in Ageas Deutschland Lebensversicherung AG geändert und das Unternehmen darauffolgend an Augur Capital verkauft. Daraufhin folgte die erneute Änderung der Firmierung im April 2012 zur heutigen myLife Lebensversicherung AG.
Im Jahr 2019 gab Augur Capital seine Beteiligung an myLife im Rahmen eines Secondary Buyouts auf. Der neue Eigentümer und Hauptaktionär wurde die Swiss INSUREVOLUTION Partners AG (ehemals Inlife Lebensversicherungsgruppe).  
2022 wurde die IDEAL Versicherungsgruppe neuer (mittelbarer) Eigentümer der myKonzept Holding Deutschland und damit auch der myLife Lebensversicherung AG und deren Schwestergesellschaft HonorarKonzept GmbH.
Seit 2009 betreibt die myLife Lebensversicherung AG ihr Geschäft mit Nettoversicherungen und hat damit federführend zur Einführung und Etablierung des Geschäfts mit Nettoversicherungen und der Honorarberatung in Deutschland beigetragen. 2013 wurde mit myLife Invest eine eigene versicherungsbasierte Investmentplattform aufgebaut.
Die myLife wird seitdem regelmäßig von unabhängigen Experten ausgezeichnet. Beispielsweise hat 2020 das Unternehmermedium Die Deutsche Wirtschaft (DDW) die myLife Lebensversicherung AG zum Innovator des Jahres 2020 ausgezeichnet. Das Ratingunternehmen ASSEKURATA bescheinigte der myLife zudem aufgrund ihrer positiven Entwicklung eine starke Bonität und hob den Ausblick von „stabil“ auf „positiv“ an.

## Produkte
myLife Lebensversicherung AG bietet hauptsächlich fondsgebundene Lebens- und Rentenversicherungen im Bereich der privaten und betrieblichen Altersvorsorge an. Zum Angebot gehören ebenfalls Berufsunfähigkeitsversicherungen und Risikolebensversicherungen.
Das Unternehmen hat sich auf so genannte Nettopolicen spezialisiert. Bei Nettopolicen sind die Provisionen bzw. vertriebliche Abschlusskosten nicht Bestandteil der Versicherungsprämien, sondern werden über separate Honorare zwischen dem unabhängigen Versicherungsvermittler/-berater und den Kunden individuell vereinbart und direkt abgegolten.

## Wirtschaftliche Kennzahlen
Im Geschäftsjahr 2021 konnte die myLife ihre Bruttobeitragseinnahmen im Kerngeschäft mit Nettoversicherungen um +53 Prozent auf 281,8 Millionen Euro steigern (2020: 184,1 Millionen Euro mit +39,8 Prozent zum Vorjahr). Die Gesamtbeitragseinnahmen erhöhten sich um +49,2 Prozent auf 327,7 Millionen Euro (2020: 219,6 Millionen Euro mit +29 Prozent zum Vorjahr).
Die Bilanzsumme beträgt zum 31. Dezember 2021 knapp 2 Milliarden Euro.